# 少女でいられたら
『少女でいられたら』（しょうじょでいられたら）は、田村英里子の6枚目のアルバム。

## 収録曲
1. 最後に教えて（4分55秒）
作詞：三浦徳子／作曲・編曲：井上ヨシマサ
2. I DO LOVE YOU（4分12秒）
作詞：鮎川恵／作曲：平井夏美／編曲：千住明
3. 少女でいられたら（4分39秒）
作詞：絵理子／作曲・編曲：新川博
4. 悲しい一線（4分21秒）
作詞：白峰美津子／作曲・編曲：樫原伸彦
5. 囁きに負けちゃう（4分41秒）
作詞：三浦徳子／作曲：井上ヨシマサ／編曲：HB1
6. 別れまぎわのYES（4分14秒）
作詞：岡田冨美子／作曲：山口美央子／編曲：井上鑑
7. 幸せの入口（3分49秒）
作詞：絵理子／作曲・編曲：新川博
8. RAIN DROPS（4分2秒）
作詞：岡田冨美子／作曲：山口美央子／編曲：井上鑑
9. めまい（3分48秒）
作詞：藤本つばさ／作曲：都志見隆／編曲：新川博
10. 今日だけSingle Girl（4分21秒）
作詞：刈野奈代／作曲：安田信二／編曲：千住明